# Acacia balfourii
Acacia balfourii là một loài thực vật có hoa trong họ Đậu. Loài này được Woodrow miêu tả khoa học đầu tiên.